# Seznam krajev Unescove svetovne dediščine na Madžarskem
Svetovna dediščina Organizacije Združenih narodov za izobraževanje, znanost in kulturo (UNESCO) je pomembna za kulturno ali naravno dediščino, kot je opisano v Unescovi konvenciji o svetovni dediščini, ustanovljeni leta 1972. Kulturno dediščino sestavljajo spomeniki (kot so arhitekturna dela, monumentalne skulpture ali napisi), skupine zgradb in najdišča (vključno z arheološkimi najdišči). Naravne značilnosti (ki jih sestavljajo fizične in biološke formacije), geološke in fiziografske formacije (vključno s habitati ogroženih vrst živali in rastlin) ter naravna območja, ki so pomembna z vidika znanosti, ohranjanja ali naravne lepote, so opredeljena kot naravna dediščina. Madžarska je konvencijo sprejela 15. julija 1985, zaradi česar so njena zgodovinska mesta upravičena do vključitve na seznam.
Od leta 2021 je na Madžarskem osem območij svetovne dediščine, od katerih je sedem kulturnih območij, ena, Jame Aggteleškega krasa in slovaškega krasa, pa je naravno območje. Prvi dve mesti na Madžarskem sta bili dodani na seznam na 11. zasedanju Odbora za svetovno dediščino, ki je potekalo v Parizu v Franciji leta 1987. Eno od teh dveh lokacij je bila vas Hollókő, drugo Budimpešta, bregovi Donave z okrožjem Budimskega gradu (zadnje območje je bilo leta 2002 razširjeno). Zadnje območje, dodano na seznam, je zgodovinska vinorodna kulturna krajina Tokaj, uvrščena na seznam leta 2002. Leta 2003 je bilo vseh osem območij preimenovanih v sedanja imena, navedena spodaj. Dve strani sta transnacionalni. Kulturna krajina Fertö / Nežidersko jezero si deli z Avstrijo, Jame Aggteleškega krasa in slovaškega krasa pa s Slovaško. Poleg tega je na madžarskem poskusnem seznamu deset območij.

## Mesta svetovne dediščine
Unesco navaja območja po desetih merilih; vsaka prijava mora izpolnjevati vsaj enega od kriterijev. Kriteriji od i do vi so kulturni, od vii do x pa naravni.
| Ime                                                                                  | Slika                                                              | Lokacija | Leto vpisa       | Kriterij                   | Opis |
| ------------------------------------------------------------------------------------ | ------------------------------------------------------------------ | --- | ---------------- | -------------------------- | --- |
| Budimpešta, vključno z obrežjem Donave, četrtjo Budimskega gradu in avenijo Andrássy | Fisherman's Bastion as seen from the Pest side of the Danube River | Budimpešta                                                                                                   | 1987             | 400bis; ii, iv (kulturno)  | Budimpešta je nastala z združitvijo treh mest, Budim, Pešta in Óbuda, v 19. stoletju. Budimski grad je v 13. stoletju zgradil ogrski kralj Béla IV. Ogrski. V Grajski četrti so stavbe v gotskem in baročnem slogu. Stavbe v Pešti so v slogu historicizma in Art nouveau. Avenija Andrássy, ki je bila leta 2002 dodana kot podaljšek svetovne dediščine, je bila zgrajena v poznem 19. stoletju in je zaznamovala preobrazbo Budimpešte v sodobno metropolo. Podzemna železnica Millennium, ki teče pod avenijo, je bila prva podzemna železnica v celinski Evropi in deluje od leta 1896. |
| Stara vas Hollókő in njena okolica                                                   | Village houses on both sides of a cobbled road                     | Nógrád (županija)                                                                                            | 1987             | 401rev; v (kulturno)       | Hollókő je tradicionalna vas Palócijev, ki je podskupina Madžarov. Razvila se je predvsem v 17. in 18. stoletju in je bila namerno ohranjena kot živ primer podeželskega življenja pred kmetijsko revolucijo 20. stoletja. |
| Jame Aggteleškega krasa in slovaškega krasa*                                         | Inside a cave, dripstone formations and a path for visitors        | Severna Madžarska                                                                                            | 1995, 2000, 2008 | 725ter; viii (naravno)     | Območje obsega 712 jam na Madžarskem in Slovaškem. Predstavljajo značilen kraški sistem zmernega pasu. Sedimenti in fosili v jamah kažejo geološke zapise subtropskih in tropskih podnebnih razmer pozne krede in zgodnjega terciarja ter pleistocenske poledenitve. Leta 2000 je bila kot razširitev lokacije dodana ledena jama Dobšiná na slovaški strani. Leta 2008 je prišlo do spremembe meja območja na madžarski strani. |
| Benediktinska opatija v Pannonhalmi                                                  | Aerial view of the abbey, which is surrounded by forest            | Pannonhalma, Győr-Moson-Sopron (županija)                                                                    | 1996             | 758; iv, vi (kulturno)     | Benediktinski menihi so ustanovili opatijo leta 996. Imela je pomembno vlogo pri širjenju krščanstva na Madžarskem in v srednji Evropi. Samostanski kompleks je skozi stoletja doživel več preobrazb. Najstarejše obstoječe stavbe izvirajo iz 13. stoletja s poznejšimi dodatki v gotskem, baročnem in romantičnem slogu. Tisočletni spomenik je bil zgrajen na osrednjem griču leta 1896 v počastitev tisočletnice madžarske osvojitve dežele. |
| Narodni park Hortobágy—Puszta                                                        | A herd of grey cattle with long horns                              | Borsod-Abaúj-Zemplén (županija), Heves (županija), Hajdú-Bihar (županija) in Jász-Nagykun-Szolnok (županija) | 1999             | 474rev; iv, v (kulturno)   | Narodni park Hortobágy je obsežno območje ravnin in mokrišč v Veliki madžarski nižini. Območje so tisočletja uporabljali nomadski pastirji, z najstarejšimi grobnimi gomilami (kurgani) iz leta 2000 pred našim štetjem. Konec 9. stoletja našega štetja so v Panonsko nižino prišli Madžari in poselili območje, vendar so od 14. stoletja naselja izginila. V sodobnem času območje skoraj nima stalnih prebivalcev, ampak se v poletni sezoni uporablja za pašo. Med redkimi umetnimi stavbami na ravnicah je devetločni most, ki je bil zgrajen v prvi polovici 19. stoletje.            |
| Zgodnjekrščanska nekropola v Pécsu (Sopianae)                                        | Preserved foundations of a building                                | Pešta (županija)                                                                                             | 2000             | 853rev, iii, iv (kulturno) | Zgodnjekrščanska nekropola rimskega provincialnega mesta Sopianae na mestu današnjega Pécsa je bila zgrajena v 4. stoletju. Grobnice so bile zgrajene pod zemljo in bogato okrašene s poslikavami s krščansko tematiko. Več grobov je imelo nad zemljo postavljene spominske kapele. |
| Kulturna krajina Fertő/Nežidersko jezero*                                            | Sunset over the lake                                               | Győr-Moson-Sopron (županija)                                                                                 | 2001             | 772rev; v (kulturno)       | Območje Fertö/Nežidersko jezero so že osem tisočletij zasedala različna ljudstva. Prvotno omrežje mest in vasi sega v 12. in 13. stoletje. V 18. in 19. stoletju je bilo zgrajenih več palač. Dediščino si deli z Avstrijo. |
| Vinorodna kulturna krajina Tokaj                                                     | Hill with vineyards                                                | Borsod-Abaúj-Zemplén (županija)                                                                              | 2002             | 1063; iii, v (kulturno)    | TVinska regija Tokaj leži v hribih severovzhodne Madžarske. Uradno jo je leta 1737 ustanovil Karel VI. Habsburški, cesar Svetega rimskega cesarstva, čeprav dokumentirana proizvodnja vina sega v leto 1561. Je kulturna krajina, povezana s pridelavo vin Tokaji, z vinogradi, kmetijami, vasmi, majhnimi mesti in vinskimi kletmi. |

## Poskusni seznam
In addition to sites inscribed on the World Heritage list, member states can maintain a list of tentative sites that they may consider for nomination. Nominations for the World Heritage list are only accepted if the site was previously listed on the tentative list. Od 2021, Hungary recorded ten sites on its tentative list.
| Ime                                                                                | Slika                                                          | Lokacija                                       | Leto vpisa | Kriterij                  | Opis |
| ---------------------------------------------------------------------------------- | -------------------------------------------------------------- | ---------------------------------------------- | ---------- | ------------------------- | --- |
| Le Château-fort médiéval d'Esztergom                                               | Church and fortifications on a hill                            | Komárom-Esztergom (županija)                   | 1993       | (kulturno)                | Srednjeveški grad-utrdba Esztergom, zgrajen v 10. in 11. stoletju, je bil kraljevi sedež do leta 1249. Je simbol madžarskega krščanstva. Povečali so ga v zgodnjem gotskem slogu in kasneje gostili renesančne umetnike. |
| Jame termalno kraškega sistema Budima                                              |                                                                | Budimpešta                                     | 1993       | viii (naravno)            | Šest jam pod hribom Budim, ki so vir termalne vode. V "kristalni" jami Jozsef-hegy je ena največjih hidrotermalnih komor na svetu. |
| Državno posestvo kobilarne Mezőhegyes                                              | Black horse of Nonius breed                                    | Békés (županija)                               | 2000       | iii, iv (kulturno)        | Kobilarno je leta 1784 ustanovil cesar Jožef II. Habsburško-Lotarinški Je velika farma, ki se osredotoča na tri pasme konj: Nonius, Gidran in Furioso-Severnica. Večina arhitekturnih elementov na kmetiji je iz konca 18. stoletja. |
| Fosili Ipolytarnóc                                                                 | Entrance to the museum in shape of a tree trunk                | Nógrád (županija)                              | 2000       | vii, viii (naravno)       | Najdišče fosilov je bilo prvič znanstveno raziskano leta 1836. Vsebuje ostanke plitvega morja iz poznega oligocena in zgodnjega miocena. Sedimente so pred 19 milijoni let prekrile vulkanske kamnine, kar jih je pomagalo ohraniti. Zobje morskega psa, odtisi listov in okamnela drevesa so med najpomembnejšimi fosili tega najdišča. |
| Sistem utrdb na sotočju rek Donave in Váha v Komárno – Komárom**                   | Fortress wall with a gate                                      | Komárom-Esztergom (županija)                   | 2007       | i, ii, iv, v (kulturno)   | Mesti Komárno na Slovaškem in Komárom na Madžarskem sta ob sotočju rek Donave in Váh. Zaradi strateške lege se je okoli tega območja skozi stoletja razvijal utrdbeni sistem. Madžarski del najdišča obsega tri utrdbe iz poznega 19. stoletja, utrdbo Monoštor, trdnjavo Csillag in utrdbo Igmandi. |
| Neodvisna predmoderna arhitektura Ödöna Lechnerja                                  | Museum of Applied Arts building with decorated facade and roof | Budimpešta, Bács-Kiskun (županija)             | 2008       | i, ii, iii, iv (kulturno) | Ta nominacija obsega pet stavb madžarskega arhitekta Ödöna Lechnerja, ki je s kombinacijo madžarskih slogov in vzhodne ornamentike razvil edinstven umetniški izraz. Deloval je konec 19. in v začetku 20. stoletja. Na sliki je Muzej uporabnih umetnosti v Budimpešti. |
| Mreža stavb podeželske dediščine na Madžarskem                                     |                                                                | več lokacij                                    | 2017       | ii, iii, vi (kulturno)    | Madžarska mreža podeželskih hiš je bila ustanovljena sredi 20. stoletja. Je celota pristnih ljudskih stavb večinoma iz 18. do 20. stoletja in obsega več sto hiš po vsej državi. |
| Kraljevski sedeži v Esztergomu, Visegrád z nekdanjim kraljevim gozdom v gori Pilis | Visegrád castle from above                                     | Pešta (županija), Komárom-Esztergom (županija) | 2017       | ii, iii, iv, v (kulturno) | Na kraljevi grad v Esztergomu (kraljev sedež do leta 1249) in višegrajsko palačo (kraljev sedež od leta 1323 do 1410. let) je vplivala umetnost iz Italije in Francije, od pozne gotike do renesanse. Kraljevi gozd je bil lovišče in vsebuje ostanke kraljevih dvorcev in samostanov |
| Leseni zvoniki v Zgornjem Potisju                                                  | Wooden bell-tower right of a church with a white facade        | Szabolcs-Szatmár-Bereg (županija)              | 2017       | ii, iii, iv (kulturno)    | Ta nominacija zajema sedem lesenih zvonikov, ki so bili zgrajeni v 17. in 18. stoletju. Les je bil uporabljen kot gradbeni material, saj je bilo območje obubožano med osmansko vladavino in ker so krščanske kongregacije, ki so bile med reformacijo in protireformacijo izgnane iz svojih prejšnjih cerkva, potrebovale nove bogoslužne prostore. Sosednje lesene cerkve so bile pozneje ali prezidane v kamnu ali pa prestavljene v vaški muzej na prostem. Na sliki je stolp v Nyírbátorju, zgrajen okoli leta 1640. |
| Kulturna krajina Balatona                                                          | Mainson and the park from above                                | Veszprém (županija), Zala (županija)           | 2017       | iv, v, vii (mešano)       | Ta nominacija zajema naravne in kulturne znamenitosti okoli Blatnega jezera: polotok Tihany, kotlino Tapolca, kotlino Káli, jezero Hévíz, palačo Festetics v Keszthelyju (na sliki), kmetijo Georgikon in zgodovinsko četrt Balatonfüred. Del poskusnega območja je zaščiten kot narodni park Balatonsko višavje. |